# Europeiska konservativa och reformister
För den politiska gruppen i Europaparlamentet med samma namn, se Gruppen Europeiska konservativa och reformister.
Europeiska konservativa och reformister (engelska: European Conservatives and Reformists, ECR), tidigare Alliansen konservativa och reformister i Europa (engelska: Alliance of Conservatives and Reformists in Europe, ACRE) och dessförinnan Alliansen europeiska konservativa och reformister (engelska: Alliance of European Conservatives and Reformists, AECR) är ett konservativt och anti-federalistiskt europeiskt parti, grundat den 1 oktober 2009. Partiets Europaparlamentariker sitter i Gruppen Europeiska konservativa och reformister (ECR).
ECR:s kärna utgörs av Italiens bröder, tjeckiska Demokratiska medborgarpartiet och polska Lag och rättvisa. Innan brexit ingick även brittiska Konservativa partiet. Konservativa partiet och Demokratiska medborgarpartiet tillhörde tidigare samma partigrupp som Europeiska folkpartiet (EPP) men bröt sig ur på grund av sin skilda syn på det europeiska samarbetet.
Den stora skiljelinjen mellan EPP och ECR handlar om den europeiska integrationen. Medan EPP förespråkar ytterligare integration och utökat samarbete, menar ECR att Europeiska unionen (EU) har utvecklats i en alltför federalistisk riktning. ECR vill istället att samarbetet koncentreras till ett mindre antal områden, däribland den inre marknaden.
Partiledare för ECR är den polska politikern Mateusz Morawiecki, tillhörande partiet Lag och rättvisa, sedan den 14 januari 2025.
Innan ECR bildades samarbetade det brittiska Konservativa partiet och det tjeckiska Demokratiska medborgarpartiet med varandra genom Rörelsen för europeisk reformation (MER). MER var till skillnad från ECR inte ett erkänt europeiskt parti. Lag och rättvisa ingick tidigare i Alliansen för nationernas Europa (AEN).
Den 24 augusti 2017 erkändes ECR som ett europeiskt parti i enlighet med det nya regelverk för europeiska partier som trädde i kraft 2017.

## Historia
Den 27 juni 2019 tillkom tre nya partier till ECR: Sverigedemokraterna från Sverige, Forum för demokrati från Nederländerna och Vox från Spanien.

## Partiföreträdare

### Europaparlamentet

Nuvarande mandatfördelning efter politisk grupp i Europaparlamentet
Mandat tillhörande ECR-gruppen

I Europaparlamentet är ECR representerat genom Gruppen Europeiska konservativa och reformister (ECR), som är en grupp bestående av ECR samt oberoende Europaparlamentariker som har valt att ansluta sig separat till gruppen.
Gruppen omfattar ett 70-tal ledamöter, varav de flesta också tillhör ECR. Gruppen bildades efter Europaparlamentsvalet 2009 av partier från Gruppen Unionen för nationernas Europa (UEN) och Europademokraterna (ED). Den polske politikern Michał Kamiński från Lag och rättvisa valdes till gruppledare 2009, efter att ha misslyckats med att bli vald till en av Europaparlamentets vice talmän.

### Europeiska rådet och Europeiska unionens råd
I Europeiska rådet och Europeiska unionens råd finns ECR representerat med sina stats- eller regeringschefer och ministrar.
|  |                | Namn           | Partitillhörighet | Medlem sedan | Befattning                | Senaste val | Nästa val |  |
|  | -------------- | -------------- | ----------------- | ------------ | ------------------------- | ----------- | --------- |  |
|  | Bart De Wever  | Bart De Wever  | ECR (N-VA)        | 2025-02-03   | Belgiens premiärminister  | 2024        | 2029      |  |
|  | Giorgia Meloni | Giorgia Meloni | ECR (FdI)         | 2022-10-22   | Italiens premiärminister  | 2022        | 2027      |  |
|  | Petr Fiala     | Petr Fiala     | ECR (ODS)         | 2021-11-28   | Tjeckiens premiärminister | 2021        | 2025      |  |